# 밀리 바닐리

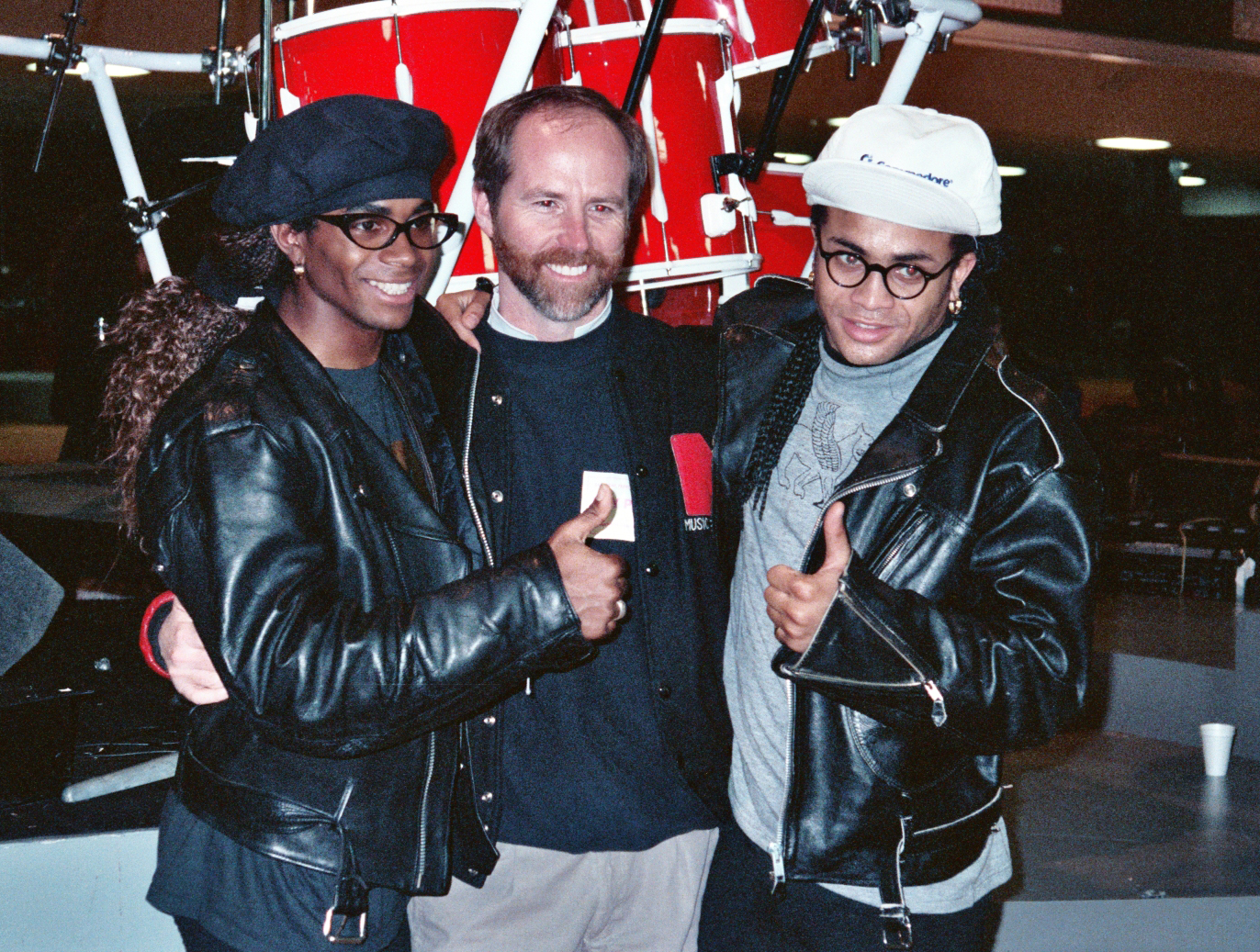

밀리 바닐리(Milli Vanilli)는 1988년에 활동했던 독일의 남성 듀오 음악 그룹이다. 팜 모반(Fab Morvan)과 롭 필라투스(Rob Pilatus)로 구성되어 있다. 그들이 발표했던 'Girl You Know It's True"를 비롯해 3곡의 빌보드 넘버원 싱글 포함 5곡의 톱5 히트를 만들어냈고, 6백만장의 앨범 판매량을 기록했다,

## 대리 녹음 및 립싱크 사건
밀리 바닐리의 멤버 두 명은 큰 인기를 얻었으며 그래미상도 수상했지만, 후에 진짜 노래를 불렀던 사람의 폭로에 의해 노래를 다른 사람이 불렀으며, 무대에서 그들은 립싱크만을 해왔다는 사실이 적발되었다. 이로 인해 그들은 그래미상을 박탈당했고 그 이후로 그래미상 시상식에서는 무조건 라이브를 해야 한다는 규정이 생겼다.

## 앨범
- 1988년 1집 앨범 - 《All or Nothing》